# Acciano
Acciano is een gemeente in de Italiaanse provincie L'Aquila, regio Abruzzen en telt 398 inwoners (31-12-2004). De oppervlakte bedraagt 32,3 km², de bevolkingsdichtheid is 13 inwoners per km².
De gemeente is onderverdeeld in de volgende frazioni: Beffi, Roccapreturo, Succiano, San Lorenzo.

## Demografie
Acciano telt ongeveer 215 huishoudens. Het aantal inwoners daalde in de periode 1991-2001 met 25,5%.
| inwoneraantal 1991                        | inwoneraantal 2001 |
| ----------------------------------------- | ------------------ |
| 538                                       | 401                |
| Cijfers tienjaarlijkse volkstelling ISTAT |                    |

## Geografie
De gemeente ligt op ongeveer 600 m boven zeeniveau. Acciano grenst aan de volgende gemeenten: Caporciano, Molina Aterno, Navelli, San Benedetto in Perillis, Secinaro, Tione degli Abruzzi.

## Impressie

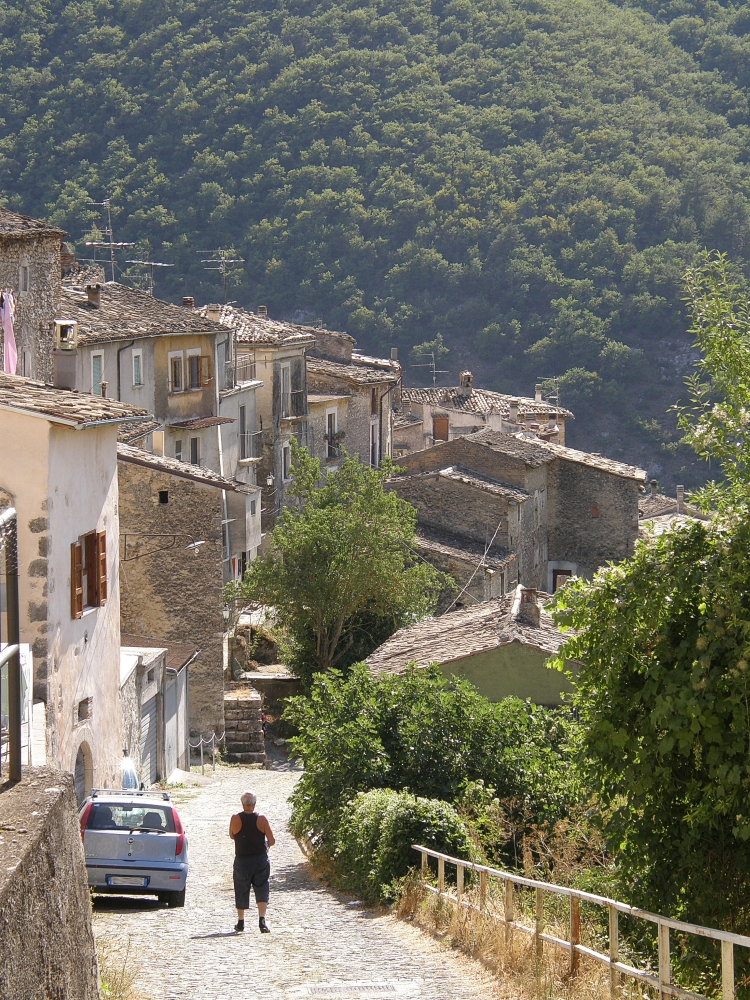
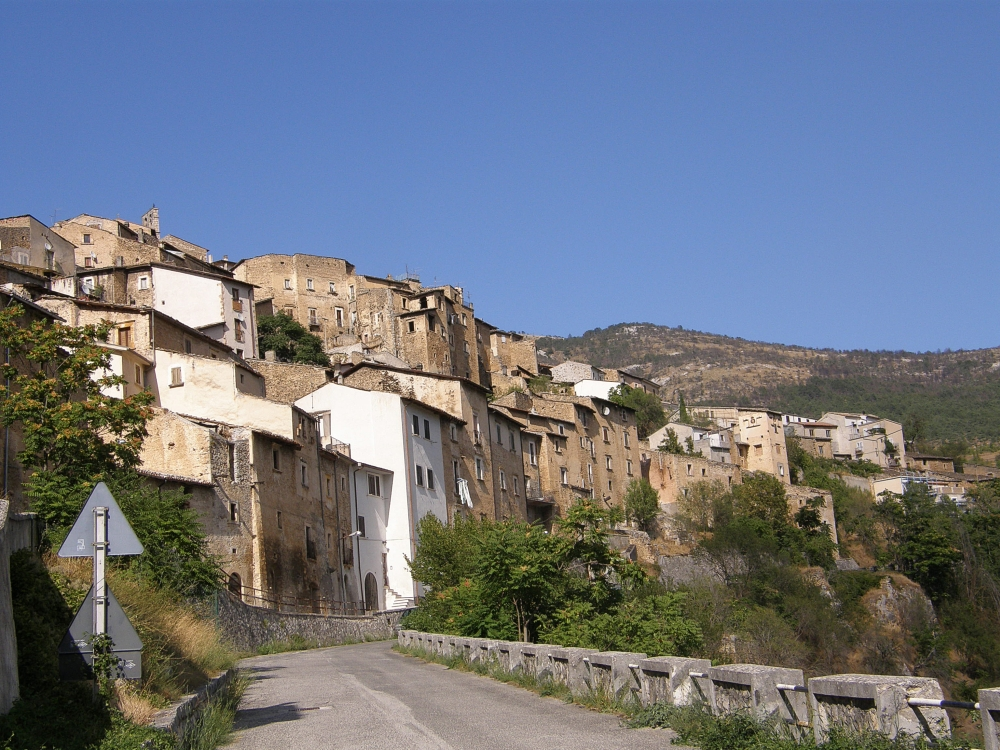
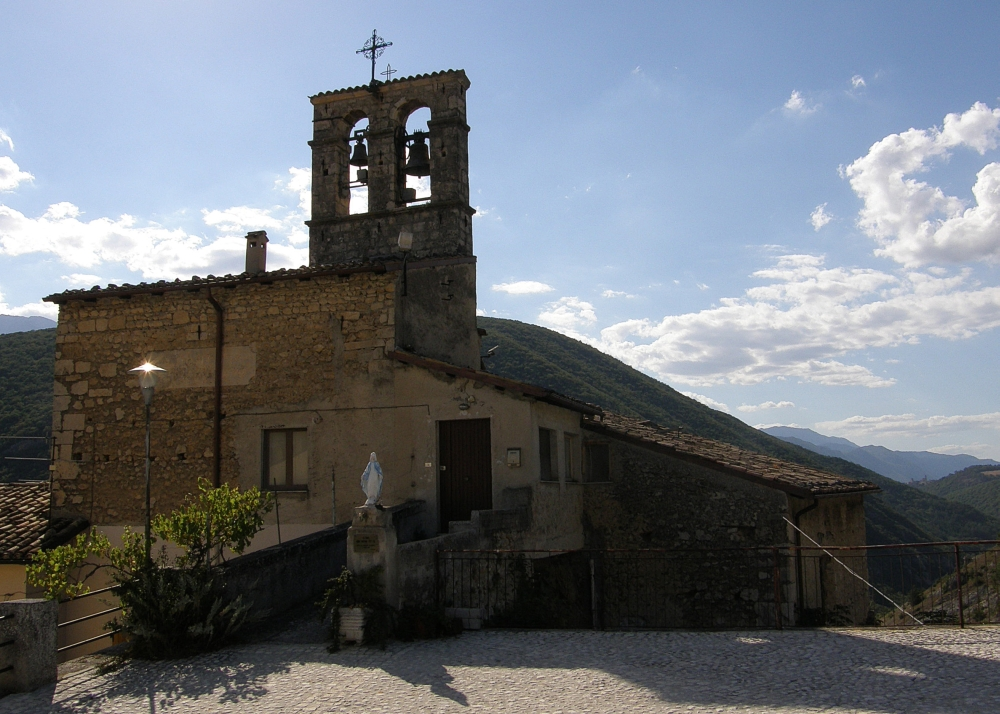

Acciano · Aielli · Alfedena · Anversa degli Abruzzi · Ateleta · Avezzano · Balsorano · Barete · Barisciano · Barrea · Bisegna · Bugnara · Cagnano Amiterno · Calascio · Campo di Giove · Campotosto · Canistro · Cansano · Capestrano · Capistrello · Capitignano · Caporciano · Cappadocia · Carapelle Calvisio · Carsoli · Castel del Monte · Castel di Ieri · Castel di Sangro · Castellafiume · Castelvecchio Calvisio · Castelvecchio Subequo · Celano · Cerchio · Civita d'Antino · Civitella Alfedena · Civitella Roveto · Cocullo · Collarmele · Collelongo · Collepietro · Corfinio · Fagnano Alto · Fontecchio · Fossa · Gagliano Aterno · Gioia dei Marsi · Goriano Sicoli · Introdacqua · L'Aquila · Lecce nei Marsi · Luco dei Marsi · Lucoli · Magliano de' Marsi · Massa d'Albe · Molina Aterno · Montereale · Morino · Navelli · Ocre · Ofena · Opi · Oricola · Ortona dei Marsi · Ortucchio · Ovindoli · Pacentro · Pereto · Pescasseroli · Pescina · Pescocostanzo · Pettorano sul Gizio · Pizzoli · Poggio Picenze · Prata d'Ansidonia · Pratola Peligna · Prezza · Raiano · Rivisondoli · Rocca Pia · Rocca di Botte · Rocca di Cambio · Rocca di Mezzo · Roccacasale · Roccaraso · San Benedetto dei Marsi · San Benedetto in Perillis · San Demetrio ne' Vestini · San Pio delle Camere · San Vincenzo Valle Roveto · Sant'Eusanio Forconese · Sante Marie · Santo Stefano di Sessanio · Scanno · Scontrone · Scoppito · Scurcola Marsicana · Secinaro · Sulmona · Tagliacozzo · Tione degli Abruzzi · Tornimparte · Trasacco · Villa Sant'Angelo · Villa Santa Lucia degli Abruzzi · Villalago · Villavallelonga · Villetta Barrea · Vittorito
1. ↑  https://demo.istat.it/?l=it.